# Roquedur
Roquedur é uma comuna francesa na região administrativa de Occitânia, no departamento de Gard. Estende-se por uma área de 10,85 km². Em 2010 a comuna tinha 262 habitantes (densidade: 24,1 hab./km²).